# Annales Xantenses
Les Annales Xantenses — ou Annales de Xanten — sont une série d'annales, probablement écrites dans l'abbaye de Lorsch. Elles couvrent la période de 832 à 852 et pour Cologne l'année 873. L'auteur est probablement Gerward, un chapelain du roi, mais son successeur est inconnu. Pour la période (832-873), elles constituent une source indépendante et servent à vérifier les Annales regni Francorum.

## Manuscrits
Les Annales Xantenses ont été conservés dans trois manuscrits. Le plus ancien d'entre eux, le codex Tiberius C.xi de la bibliothèque Cotton, est conservé à la British Library de Londres. Ce codex, lourdement endommagé par le temps, est écrit au XVe siècle à Utrecht à partir d'informations diverses. Il contient des matériaux de caractère historique. Sur la base de la paléographie, on a conclu que ce texte a été écrit au XIe siècle. Les deux autres manuscrits contenant ces annales ont été utilisés comme protographes. Les annales sont bien connues grâce à leur publication en 1829 par la Monumenta Germaniae Historica.

## Description de l'ouvrage
Les Annales Xantenses contenues dans les manuscrits donnent une introduction décrivant les évènements de 640-789. Elles ont été écrites au XIIe siècle par un moine de l'abbaye d'Egmont sur la base d'informations des annales de Saint-Maximin de Trèves.

## Le premier auteur
En fait les Annales Xantenses ont été commencées en 790, et écrites par deux auteurs. Le premier d'entre eux — Gervard Gendsky, premier bibliothécaire de l'empereur Louis Ier le Pieux, puis moine de l'abbaye de Lorsch — décrit les évènements de 860. Les passages sur 790-829 sont très brefs : jusqu'en 797, elles utilisent aussi les annales de Saint-Maximin de Trèves, et entre 797-811 elles coïncident avec les Annales regni Francorum. En décrivant les évènements de l'année 829, elles utilisent d'autres sources, y compris un essai de Tegan. Pour la période suivante, les annales sont une source propre, ce qui fait penser que Gervard était un contemporain des évènements. Il était partisan de Lothaire Ier et a décrit son règne en ne consignant que les bons côtés, critiquant ses adversaires, Louis II le Germanique et Charles II le Chauve. L'intérêt principal du chroniqueur était les évènements qui ont eu lieu dans la Frise. Après 852, le volume de messages des chroniques se réduit considérablement, ce qui est probablement dû à la vieillesse de Gervard. Avec sa mort en 860, l'écriture des annales s'est temporairement arrêtée.

## Le deuxième auteur
Près de 870 ans ont été continués par un prêtre inconnu de Cologne. Il a retravaillé le texte de Gervarda vers 852-860, et a ensuite décrit les évènements de 873. Son apport est basé sur des observations personnelles. Il s'intéressait, en premier lieu, aux évènements liés à sa ville natale et aux environs. Une attention particulière est accordée au rôle de l'archevêque de Cologne, Gyuntara, lors du divorce de l'empereur Lothaire II avec Teutberge. Contrairement à Gervarda, le second auteur des Annales Xantenses était un partisan du roi Louis II le Germanique.
La fin des Annales Xantenses est perdue, donc on ne sait pas en quelle année le deuxième auteur a continué son travail.

## La valeur des annales
Les Annales Xantenses sont une précieuse source historique. Souvent elles complètent les annales de Saint-Bertin et les annales de Fulda en ce qui concerne les actions des Vikings en Frise et en Lotharingie, et des rapports entre Louis II le Germanique, Charles II le Chauve et l'empereur Lothaire II pour leur succession. Les annales ont été peu connues au Moyen Âge, et les chroniqueurs ultérieurs les ont à peine utilisées.
Par ordre chronologique, les Annales Xantenses sont proches des Annales de Saint-Vaast. Elles sont souvent complémentaires les unes des autres.

## Source externe
- Annales Xantenses